# Мочиле (Чрномељ)
Мочиле (словен. Močile) је насељено место у општини Чрномељ, регија Југоисточна Словенија, Словенија.

## Историја
До територијалне реорганизације у Словенији било је у саставу старе општине Чрномељ.

## Становништво
У попису становништва из 2011. године, Мочиле је имало 14 становника.
| Број становника према пописима | Број становника према пописима | Број становника према пописима |
| ------------------------------ | ------------------------------ | ------------------------------ |
| 1991                           | 2002                           | 2011                           |
| 21                             | 16                             | 14                             |

Напомена: Године 2002. извршена је мања размена територија између насеља Мочиле и Танча Гора.